# Christkatholisches Pfarrhaus (Obermumpf)

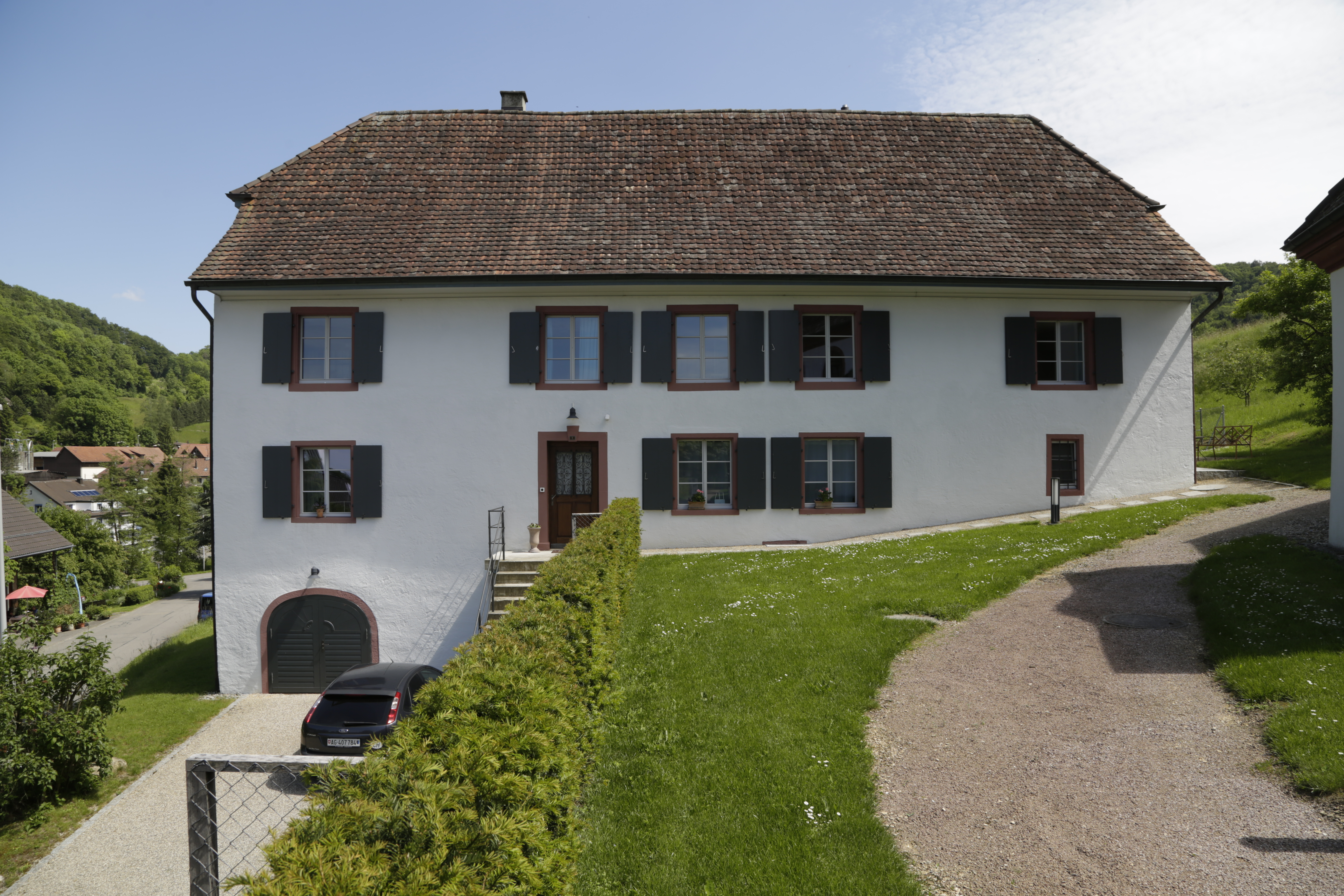
Pfarrhaus

Das Christkatholische Pfarrhaus ist ein Gebäude in Obermumpf im Kanton Aargau. Es befindet sich am südlichen Dorfrand neben der Pfarrkirche St. Peter und Paul und reicht bis ins späte 15. Jahrhundert zurück. Ursprünglich war es das Pfarrhaus der Römisch-Katholiken, bis es 1898 als Folge des Kulturkampfes in den Besitz der Christkatholiken gelangte.
Im Kellergeschoss des Kernbaus, dem ältesten Teil, ist das Gebäude in die Jahre um 1480 datiert. Zwischen 1685 und 1694 erfolgte eine Renovation, wobei man das Haus hangseitig um eine Raumachse erweiterte. 1765/66 erneuerte man das Dachwerk über dem talseitigen Hausteil vollständig, 1808/09 ersetzte man den baufälligen hangseitigen Annex und nahm verschiedene Ausbesserungen vor. 1979 wurde das Innere renoviert, während eine Aussenrenovation noch ausstehend ist.
Das quer zum Hang gestellte zweigeschossige Gebäude besitzt ein geknicktes Halbwalmdach. Abgesehen von einigen Fensterpartien bestehen die Fassaden aus Bruchsteinmauerwerk. Eine seltene Besonderheit ist die an die Rückwand angefügte Abortlaube aus verputztem Fachwerk. Im talseitigen Hausteil befindet sich ein grosser, flach gedeckter Keller, der im vorderen Bereich ebenerdig zugänglich ist und von einem massiven Eichenpfeiler gestützt wird. Durch eine Quermauer abgetrennt, schliesst sich im hinteren Bereich unter dem Kernbau ein weiterer Keller mit annähernd doppelter Geschosshöhe an.